# Julia Pardoe
Julia Pardoe (Beverley, 4 dicembre 1804 – Londra, 26 novembre 1862) è stata una poetessa, scrittrice, storica e viaggiatrice inglese, particolarmente nota per il suo soggiorno a Istanbul, alla corte di Esma Sultan, sorella del sultano Mahmud II.

## Biografia
Julia Sophia H. Pardoe nacque a Beverley, nello Yorkshire, il 4 dicembre 1804. Era la secondogenita dell'ufficiale Thomas Pardoe, che prese parte alle guerre napoleoniche e combatté a Waterloo, e di sua moglie Elizabeth. Dopo qualche anno, la sua famiglia si trasferì più a sud per evitare le epidemie di tubercolosi che affliggevano la regione. 
Iniziò a scrivere sin dalla tenera età, e pubblicò la sua prima opera, in forma anonima, nel 1824: The Nun: a Poetical Romance, and Two Others. Nel 1835 seguì il padre a Istanbul, esperienza che le ispirò la sua opera più famosa, The Sultan and Domestic Manners of the Turks (1837), in cui illustrava le sue esperienze alla corte di Esma Sultan, sorella del sultano ottomano Mahmud II e nucleo della classe superiore ottomana. Julia visse poi a Londra fino al 1842, e poi nel Kent coi suoi genitori. I suoi lavori le fecero guadagnare il diritto a una pensione civile nel gennaio 1860.  
Morì il 26 novembre 1862 a Upper Montagu Street, a Londra, a causa di una malattia cronica al fegato. Il suo certificato di morte indicava che morì a 56 anni, ma il suo certificato di nascita testimonia che ne aveva invece 58. Venne sepolta nel cimitero Kensal Green a Londra.

## Carriera letteraria
Scrittrice dotata ed eclettica, Julia pubblicò lavori di vario genere e su vari argomenti, spesso affrontati da una prospettiva internazionale. Molte delle sue opere, prima di uscire in formato rilegato, vennero pubblicate a puntate su periodi inglesi e americani. 

### Poesia
Julia Pardoe pubblicò una raccolta di poesie nel 1824, dedicata a suo zio, il capitano William Pardoe: The Nun: a Poetical Romance, and Two Others.

### Romanzi
Il suo primo romanzo, pubblicato in forma anonima nel 1829, fu Lord Morcar di Hereward . Altri lavori includono Speculation , pubblicato nel 1834, The Mardens and the Daventrys nel 1835, The Romance of the Harem nel 1839, e Hungarian Castle nel 1842. Dopo essere tornata nel Kent, Pardoe scrisse per Fraser's Magazine, the Illuminated Magazine e diverse riviste annuali. Pubblicò anche altri romanzi: The Confessions of a Pretty Woman nel 1846, The Rival Beauties nel 1848, Flies in Amber nel 1850, Reginald Lyle nel 1854, The Jealous Wife nel 1855, Lady Arabella nel 1856, A Life-Struggle nel 1859 e The Rich Relation nel 1862. 

### Diari di viaggio e studi culturali
Julia Pardoe pubblicò spesso materiale relativo ai suoi viaggi all'estero. Il primo, nel 1835, fu Traits and Traditions of Portugal. Nel 1837 pubblicò la sua opera più famosa e popolare, The City of the Sultan and Domestic Manners of the Turks, che venne ristampato tre volte fino al 1854. Nel 1838 pubblicò  The Beauties of the Bosphorus e The River and the Desart, una raccolta di lettere a un'amica relativa alle sue opinioni su quello che aveva visto all'estero. Infine, nel 1840, pubblicò The City of Magyar, sulla vita sociale, politica ed economica ungherese, considerata la più accessibile delle sue opere. 

### Storia
Julia Pardoe pubblicò numerosi e ben accolti studi storici sulla Francia del XVI e XVII secolo, fra cui: Louis the Fourteenth and the Court of France in the Seventeenth Century (1847), The Court and Reign of Francis the First, King of France (1849) e The Life of Marie de Medicis, Queen and Regent of France (1852). Furono i suoi lavori più duraturi, ristampati durante tutto il XX secolo. 

### Editor
Julia Pardoe si occupò anche di lavori di traduzione e editor. Nel 1834 tradusse La peste di Guido Sorelli e nel 1850 editò Memoirs of the Queens of Spain di Anita George. Nel 1857 scrisse l'introduzione per The Thousand and One Days; a Companion to the Arabian Nights.

## Ricezione critica
Julia Pardoe era considerata dai suoi contemporanei come una ragazza cordiale, vivace e di grande talento. All'inizio della sua carriera ottenne il favore della principessa Augusta di Cambridge, che le chiese di dedicarle il suo prossimo lavoro, Traits and Traditions of Portugal, cosa che Julia fece con piacere. La poetessa Elizabeth Barrett Browning elogiò The City of Magyar, così come altri studiosi, che scrissero che la Pardoe aveva diffuso un'immagine positiva dell'Ungheria in Inghilterra. Il suo lavoro su Francesco I di Francia ottenne ottime recensioni, venendo lodato per la sua completezza, mentre non venne apprezzato quello su Maria de' Medici, giudicato come approssimativo e impreciso. In generale, la qualità dei lavori della Pardoe divenne altalenante negli ultimi anni. 
I suoi diari di viaggio sono considerati fra migliori del genere, tenendo conto delle ricerche approfondite e dell'accuratezza dei dati, inoltre venne lodata la sua attenzione ad aspetti poco conosciuti in Inghilterra della storia e della cultura ungherese e ottomana. 
Nel 1858, J. Cordy Jeaffreson dichiarò in Novels and Novelists che Julia era stata "in condizioni favorevoli per lo sviluppo del suo intelletto", poiché "la salute delicata in una prima parte della sua vita le assicurò il tranquillo ritiro necessario per la meditazione e lo studio, e i suoi lunghi viaggi hanno fornito alla sua mente suscettibile e alla sua memoria ritentiva i migliori materiali possibili per il pensiero". 
Joseph Johnson ha incluso la Pardoe nelle sue Clever Girls of Our Time: And How They Becave Famous Women (1862). Il suo pezzo su di lei inizia così: "Con poche eccezioni, le donne famose sono state tutte ragazze intelligenti. Fin dalla loro infanzia sono state celebrate per l'amore per i libri, per la perseveranza che ha segnato la loro ricerca della conoscenza, per l'intensa industria nei loro studi, e l'entusiasmo con cui seguivano ciò che era diventato il fine e lo scopo dell'esistenza". Conclude che la vita e l'intera carriera letteraria di Pardoe, "la sua industriosità, la sua perseveranza e la sua incrollabile continuità, sono al di là di ogni lode, poiché sono degne di ogni emulazione".

## Produzione letteraria
- The Nun: a Poetical Romance, and Two Others (1824)
- The City of the Sultan (1836)
- The Sultan and Domestic Manners of the Turks (1837)
- Romance of the Harem (1839)
- Thousand and One Days (1857)
- Louis XIV and the Court of France (1847)
- Court of Francis I (1849)
- Lord Morcar of Hereward (1829)
- Speculation (1834)
- Traits and Traditions of Portugal. Collected during a residence in that country (1834)
- The Mardens and the Daventrys (1835)
- The River and the Desert; or Recollections of the Rhine and the Chartreuse (1838)
- The Beauties of the Bosphorus (1839)
- Beauty and Time – a Poem – in the Blackburn Standard 10th April 1839 (1839)
- The City of the Magyar or Hungary and its Institutions (1840)
- The Hungarian Castle (1842)
- Death – a Poem – in The Leicester Chronicle 2nd Sept 1843 (1843)
- Psyche, Love and the Butterfly – a Poem – in the Leicester Chronicle 7th Sept 1844 (1844)
- Confessions of a Pretty Woman (1846)
- The Jealous Wife (1847)
- The Rival Beauties (1848)
- Flies in Amber (1850)
- The Life and Memoirs of Marie de Medici, Queen and Regent of France (1852)
- Reginald Lyle (1854)
- Lady Arabella, or The Adventures of a Doll (1856)
- Abroad and at Home: Tales Here and There (1857)
- Pilgrimages in Paris (1857)
- The Poor Relations (1858)
- Episodes of French History during the Consulate and the First Empire (1859)
- The Rich Relation (1862)